# Blattella vaga
Blattella vaga es una especie de cucaracha del género Blattella, familia Ectobiidae, orden Blattodea.

## Distribución
Se distribuye por Asia: India, Afganistán, Pakistán y Sri Lanka y América del Norte: México y los Estados Unidos.

## Taxonomía
Fue descrita por Hebard en 1935 y publicada en Hebard. 1935. Studies in Orthoptera of Arizona. Part I. New genera, species and geographical races. Transactions of the American Entomological Society 61:111-153.